# Eremiascincus douglasi
Espèce
Synonymes
- Sphenomorphus isolepis douglasi Storr, 1967
- Glaphyromorphus douglasi (Storr, 1967)

Eremiascincus douglasi est une espèce de sauriens de la famille des Scincidae.

## Répartition
Cette espèce est endémique du Territoire du Nord en Australie.

## Publication originale
- Storr, 1967 : The genus Sphenomorphus (Lacertilia, Scincidae) in Western Australia and the Northern Territory. Journal of the Royal Society of Western Australia, vol. 50, no 1, p. 10-20.